# Skerešovo
Skerešovo, do roku 1927 též Skerčová, (maďarsky Szkáros) je obec v okrese Revúca na Slovensku. Leží v Revúcké vrchovině ve Slovenském rudohoří, v údolí řeky Turiec v povodí řeky Slaná. V roce 1995 byla za přírodní památku vyhlášena Skerešovská jeskyně, která se nachází asi 2 km severovýchodně od obce. Našly se v ní předměty halštatské kultury. Veřejnosti není přístupná.

## Historie
Skerešovo je poprvé písemně zmíněno v roce 1243 jako Staruch; vzniklo však již ve 12. století na místě staršího osídlení. Morová epidemie v roce 1710 si vyžádala život 177 lidí. V roce 1828 zde bylo 69 domů a 537 obyvatel, kteří byli zaměstnáni jako zahradníci a rolníci. Do roku 1918 bylo území obce součástí Uherska. V důsledku první vídeňské arbitráže bylo v letech 1938 až 1944 součástí Maďarska. Při sčítání lidu v roce 2011 žilo ve Skerešově 246 lidí, z toho 112 Slováků, 87 Maďarů a 15 Romů; 32 obyvatel neuvedlo žádné informace o své etnické příslušnosti.

## Pamětihodnosti
- Reformovaný kostel, jednolodní původně barokní stavba se segmentovým závěrem a představenou věží (pravděpodobně z poloviny 18. století). Stojí na místě starého středověkého kostela sv. Martina, ze kterého se dochovala část zdiva s omítkami na západní stěně lodi a jihozápadním opěráku. Ve druhé polovině 18. století byla doplněna věž. V roce 1822 kostel prošel klasicistní úpravou fasády, ze které pochází vročení na věži.[3] Původně pruskými klenbami zaklenutý interiér je již dnes plochostropý, závěr je zaklenut konchou. Na západní straně je zděná empora. Na západní straně jsou varhany od Josefa Angstera z Pětikostelí z roku 1906. Fasády kostela jsou členěny segmentově ukončenými okny se šambránami a opěrnými pilíři. Věž je členěna kordonovou římsou, v horní části pilastry a ukončena korunní římsou s terčíkem a zvonovitou helmicí. Ve věži je umístěn barokní zvon s vročením 1799.
- Reformovaná fara, jednopodlažní dvoutraktová klasicistní stavba z poloviny 19. století.
- Sýpka, jednopodlažní jednoprostorová klasicistní stavba z roku 1867.
- Pranýř, pravděpodobně středověký kamenný fragment ve tvaru válce, podle místní legendy sloup studu pocházející ze 14. století. Nachází se u kostela.
- Židovský hřbitov.

## Externí odkazy

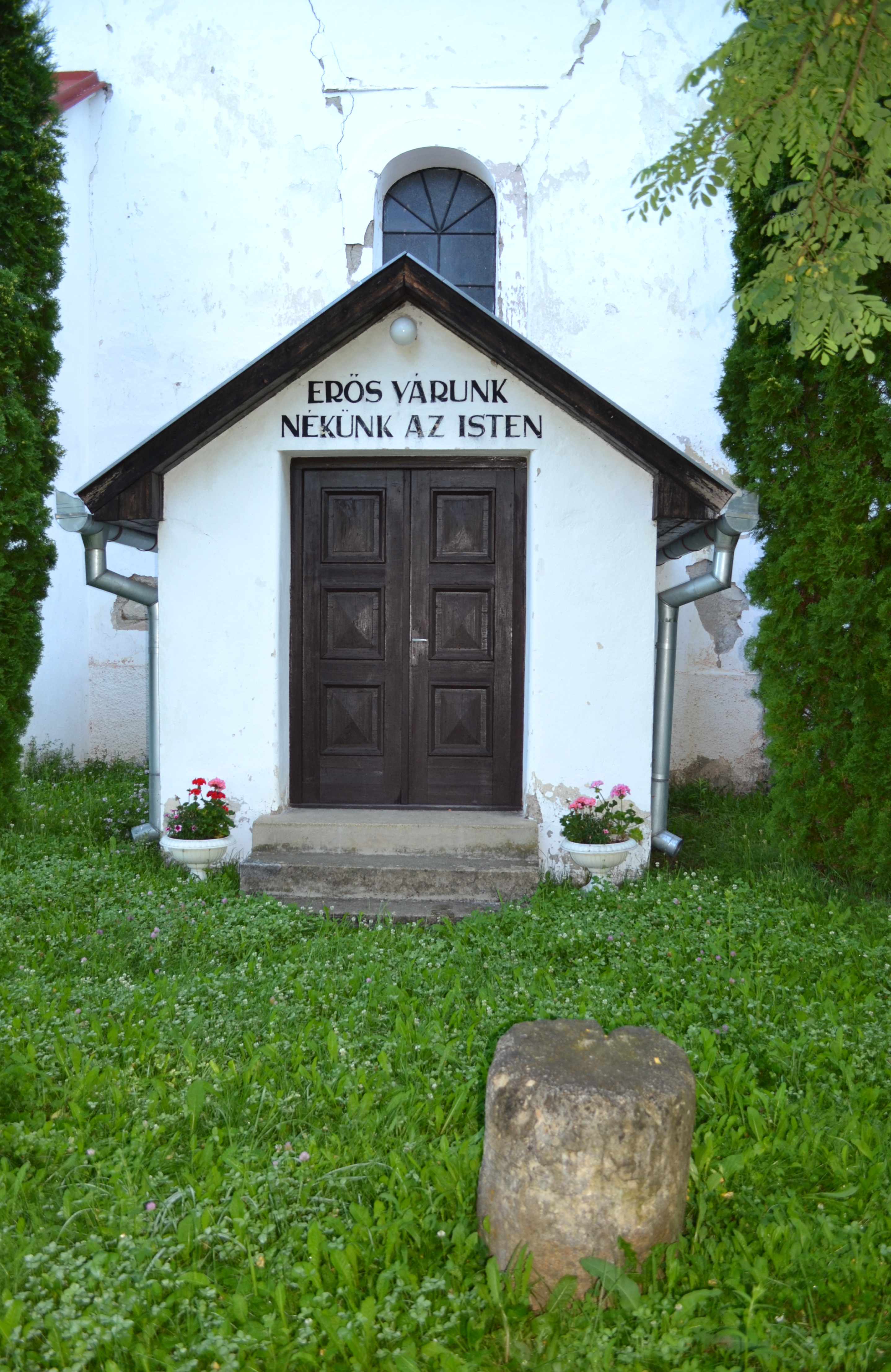
Boční dveře do kostela a pranýř